# Jada Pinkett Smith
Jada Pinkett Smith (/ˈdʒeɪdə ˈpɪŋkᵻt/), född Jada Koren Pinkett den 18 september 1971 i Baltimore i Maryland, är en amerikansk skådespelare, främst känd för sin roll som Niobe i Matrix Reloaded och Matrix Revolutions.
Hon är gift med Will Smith sedan 1997 och har tillsammans med honom sonen Jaden (född 1998) och dottern Willow (född 2000). Sedan 2016 har dock Jada Pinkett Smith och Will Smith levt som separerade, men fortsatt att vara juridiskt gifta.

## Filmografi (i urval)
- 1993 – Menace II Society
- 1994 – Jasons lyrics
- 1996 – Set it off
- 1996 – Den galna professorn
- 1997 – Scream 2
- 2001 – Ali
- 2003 – The Matrix Reloaded
- 2003 – The Matrix Revolutions
- 2004 – Collateral
- 2005 – Madagaskar (röst)
- 2007 – Vänner för livet
- 2008 – The Women
- 2008 – The Human Contract
- 2008 – Madagaskar 2 (röst)
- 2012 – Madagaskar 3 (röst)
- 2014 – Gotham (TV-serie) (serie)
- 2015 – Magic Mike XXL
- 2019 – Angel Has Fallen
- 2021 – The Matrix Resurrections